# The Link Alive
The Link Alive je prvi DVD album uživo francuskog metal sastava Gojira, objavljen 16. travnja 2004.
Snimljen je na koncertu u Bordeauxu 2003. Većina pjesama su s njihovih prethodnih albuma The Link i Terra Incognita, te nekoliko s ranijih demosnimaka. Na DVD-u su uključene i scene "iza pozornice", spotovi, povijest sastava, te foto galerija. Također je 30. listopada 2004. objavljen i u CD formatu.

## Popis pjesama
| Br. | Skladba                      | Trajanje |
| --- | ---------------------------- | -------- |
| 1.  | »Connected«                  | 1:09     |
| 2.  | »Remembrance«                | 4:59     |
| 3.  | »Death of Me«                | 5:46     |
| 4.  | »Love«                       | 4:22     |
| 5.  | »Embrace the World«          | 4:40     |
| 6.  | »Space Time«                 | 5:23     |
| 7.  | »Terra Incognita«            | 4:36     |
| 8.  | »Indians«                    | 3:57     |
| 9.  | »Wisdom Comes«               | 2:25     |
| 10. | »Blow Me Away You (Niverse)« | 5:12     |
| 11. | »Lizard Skin«                | 4:32     |
| 12. | »Inward Movement«            | 5:51     |
| 13. | »The Link«                   | 5:08     |
| 14. | »Clone«                      | 5:00     |
| 15. | »In the Forest«              | 12:11    |

## Produkcija

### Gojira
- Joe Duplantier – vokal, gitara
- Christian Andreu – gitara
- Jean-Michel Labadie – bas-gitara
- Mario Duplantier – bubnjevi